# Abel Quezada
Abel Quezada Calderón (Monterrey, Nuevo León, 13 de diciembre de 1920 - Cuernavaca, Morelos, 28 de febrero de 1991), conocido como Quezada, fue un caricaturista, historietista y escritor mexicano que colaboró para diversos periódicos en México y Estados Unidos. Utilizó sus caricaturas como un medio de crítica social.

## Semblanza biográfica
Realizó estudios de Comercio y Administración en San Luis Potosí. Se trasladó a la Ciudad de México en 1936. Conoció a Germán Butze, quien le permitió publicar sus primeros cómics en la revista Chamaco Chico.  Para 1942 ya había inventado a los personajes Máximo Tops y la Mula Maicera. Tras una breve etapa de dedicarse al cultivo de jitomate en Tamaulipas, regresó a la Ciudad de México, colaboró para el diario Ovaciones y publicó a Los Tarzanes y Los Mariachis en la revista Pinocho. Durante esta época inventó al Señor Pérez, personaje de clase media que utilizaba traje y corbata pero que su opinión nunca era tomada en cuenta.
En 1946 viajó a Nueva York, lugar en donde ganó un concurso mundial para un anuncio de una pasta de dientes.  En 1948, a su regreso a México, entabló amistad con Juan de la Cabada, Efraín Huerta y Renato Leduc, quienes eras opositores al régimen del presidente Miguel Alemán, de esta manera comenzó a colaborar con la revista Presente de Jorge Piñó Sandoval, debido a la censura y presión del gobierno se trasladó a vivir a Nueva York.  Conoció a Yolanda Rueda, con quien más tarde contrajo matrimonio y procreó tres hijos. Trató de seguir los pasos de Miguel Covarrubias sin éxito alguno, regresó a México, esta vez contratado como editorialista gráfico para el periódico Ovaciones de José García Valseca. Sus críticas y burlas al presidente le valieron nuevas amenazas por parte del régimen. Fue productor y escritor del programa Rayo Veloz, el cual fue transmitido por XHTV de 1951 a 1954 desde el edificio de la Lotería Nacional.
En 1954 inventó al personaje del Charro Matías. Colaboró para el periódico Excélsior desde 1956 hasta julio de 1976 cuando ocurrió el golpe contra Julio Scherer, durante esta época inventó al personaje el Tapado y como una crítica a los nuevos ricos del Grupo Monterrey a Gastón Billetes y la Dama Caritativa de Las Lomas. En 1968, fue uno de los pocos periodistas que cuestionó la matanza ocurrida el 2 de octubre, durante el mitin estudiantil organizado en la plaza de Tlatelolco, al publicar un cartón negro con la pregunta “¿por qué?”.  Formó parte del Comité Organizador de los Juegos Olímpicos de México 1968.
A partir de 1976 colaboró para el periódico Novedades, su trabajo le mereció el Premio Nacional de Periodismo de México en 1980. Al año siguiente se trasladó a Nueva York contratado por el semanario The New Yorker. En 1989 se retiró de su actividad periodística, sus últimos cartones fueron publicados en casi todos los periódicos de México del 27 de marzo al 1 de abril, en diciembre la revista Artes de México dedicó su edición  al trabajo que había realizado a lo largo de su vida. En enero de 1991 fue inaugurada su obra Petróleos Mexicanos, una historia en dos murales al ser colocada en la sala del Consejo de Administración de la Torre Ejecutiva Pemex, la obra hace alusión al 50° aniversario de la paraestatal. Murió de leucemia el 28 de febrero de 1991 en su domicilio de  Cuernavaca.

## Cine
Incursionó en el cine con Alberto Isaac en 1965 en la película En este pueblo no hay ladrones basada en la obra homónima de Gabriel García Márquez y en la que participaron los pintores Leonora Carrington y José Luis Cuevas así como los escritores Juan Rulfo y Carlos Monsiváis. Nuevamente trabajó con Isaac en 1968 para la película  Las visitaciones del diablo y en 1972 para Los días del amor.

## Obras publicadas
Publicó varios libros, algunos otros son recopilaciones póstumas de sus dibujos, entre sus títulos se encuentran:
- Cartones de Abel Quezada, en 1958.
- The Best of Impossible Worlds. publicado en Nueva York en 1963.
- El mejor de los mundos imposibles, en 1964.
- Imágenes de Japón, en 1972.
- 48 000 kilómetros a línea, en 1973.
- El mexicano y otros problemas, en 1976.
- Los tiempos perdidos, en 1979.
- Abel Quezada. Dibujante, en 1984.
- La comedia del arte, en 1985.
- Nosotros y los hombres verdes, en 1985.
- El cazador de musas, publicado en Italia en 1989, fue prologado por Gabriel García Márquez.
- Antes y después de Gardenia Davis, en 1991, publicación póstuma.
- Petróleos mexicanos, una historia en dos murales, en 1992.
- El mexicano: los mejores cartones, en 1999.

## Premios y distinciones
- Premio del Club de Periodistas en 1975.
- Premio Nacional de Periodismo de México en 1980.

## Exposiciones y críticas
En 1985 presentó una exposición de sus trabajos en el Museo Tamayo Arte Contemporáneo y otra en el Museo de Arte Moderno de México. En 1996 su trabajo fue recopilado para formar un archivo que contiene más de once mil registros. Nuevamente, en 1999, parte de su obra fue exhibida en el Museo Tamayo. De noviembre de 2009 a  enero de 2010 fue montada la exposición Adorable y enemiga: la ciudad de México en los trazos de Abel Quezada en la Galería Abierta Rejas de Chapultepec. Asimismo, en 2012, fue presentada la exposición Códice AQ Abel Quezada en el Museo del Noreste. A manera de tributo en reconocimiento a su labor como caricaturista, las paredes del restaurante La Fonda del Refugio, de la Ciudad de México, se encuentran decoradas con dibujos de Abel Quezada.
De acuerdo al escritor Carlos Monsiváis, “en rigor, Quezada inventó un género que combina, equilibradamente, el cómic, el artículo, el cuento corto, el chiste de una línea, la crónica y la caricatura”. De acuerdo a Héctor Aguilar Camín, “las leyendas de sus cartones mostraban un don verbal preciso y sucinto, del todo idóneo al género, pero escondían, además, a un escritor de vuelo y rango insospechados, tal como puede constatarlo cualquiera en la lectura de su libro Antes y después de Gardenia Davis”.